# Pol Cockx
Pol Cockx (Rotselaar, 2 januari 1935 - Mechelen, 6 maart 2023) was een beeldhouwer, onderwijzer en logopedist.
Hij volgde vanaf 1964 tekenen, schilderen, beeldhouwen aan de Koninklijke Academie van Mechelen en werkte vanaf 1970 regelmatig in de marmerstudio's van Luigi Corsanini in Carrara (Italië).
Hij exposeerde onder meer bij August Gillé in Bonheiden (1970) en in het Klapgat in Mechelen (1983).
Voor zijn renovatie van zijn pand in het Begijnhof van Mechelen ontving hij van de stad de eerste prijs voor renovatie, waar hij zijn galerij De Kromme hield.
Sedert 2001 hield hij aan de Kalkovenstraat in Mechelen zijn galerij De Beeldentuin.
Cockx overleed op 6 maart 2023 op 88-jarige leeftijd.
- RKD-Nederlands Instituut voor Kunstgeschiedenis: 17434